# Reiko Ike
Reiko Ike (jap. 池玲子, Ike Reiko; * 25. Mai 1953 in der Präfektur Tokio) ist eine japanische Schauspielerin und Sängerin, die vor allem für ihre Rollen in Pinky-Violence-Filmen bekannt ist und neben Meiko Kaji, Reiko Oshida und Miki Sugimoto zu den bekanntesten Schauspielerinnen des Genres zählt. Häufig stand sie zusammen mit Miki Sugimoto vor der Kamera.

## Leben
Reiko Ike spielte 1971 ihre erste Filmrolle in dem Pinku eiga Onsen mimizu geisha von Regisseur Norifumi Suzuki. Ihren Durchbruch hatte sie im selben Jahr mit Sukeban buruusu: mesubachi no gyakushu, in dem sie und Miki Sugimoto die Hauptrollen spielten. Zu diesem Film wurden bis 1974 vier Fortsetzungen mit Reiko Ike gedreht. 1971 erschien auch das erste und einzige Album ihrer Gesangskarriere. Es trug den Titel Kōkotsu no sekai und beinhaltete zwölf Lieder, die mit erotischem Gestöhne hinterlegt waren. Es wurde später als CD wiederveröffentlicht.
Zu den bekanntesten Filmen von Reiko Ike gehören weiterhin Furyō Anegoden: Inoshika Ochō (international bekannt als Sex & Fury), die Kyōfu joshikōkō-Reihe sowie Gyakushū! Satsujin ken mit Sonny Chiba. 1975 spielte sie in dem Horrorfilm The Bedevilled von Lo Wei aus Hongkong mit. In Graveyard of Honor ist sie in einer Nebenrolle zu sehen.
Ende der 1970er-Jahre kam sie mehrmals mit dem Gesetz in Konflikt und wurde wegen Drogenbesitzes und illegalen Glücksspiels verhaftet. Daraufhin zog sie sich aus dem Filmgeschäft zurück. Ihr letzter Film war ōgon no inu, der 1979 veröffentlicht wurde.

## Filmografie (Auswahl)
- 1971: Onsen mimizu geisha (温泉みみず芸者)
- 1971: Sukeban buruusu: mesubachi no gyakushu (女番長ブルース　牝蜂の逆襲)
- 1972: Sukeban buruusu: mesubachi no chosen (女番長ブルース　牝蜂の挑戦)
- 1972: Sukeban gerira (女番長ゲリラ)
- 1972: Kyōfu joshikōkō: Onna bōryoku kyōshitsu (恐怖女子高校　女暴力教室)
- 1973: Sukeban (女番長)
- 1973: Furyō Anegoden: Inoshika Ochō (不良姐御伝　猪の鹿お蝶, Sex & Fury)
- 1973: Kyōfu joshikōkō: bōkō rinchi kyōshitsu (恐怖女子高校　暴行リンチ教室)
- 1973: Yasagure Anegoden: Sōkatsu Rinchi (やさぐれ姐御伝　総括リンチ)
- 1973: Kyofu joshikōkō: Furyo monzetsu guruupu (恐怖女子高校　不良悶絶グループ)
- 1973: Zenka onna: koroshi-bushi (前科おんな　殺し節)
- 1974: Sukeban: taiman shobu (女番長　タイマン勝負)
- 1974: Gyakushū! Satsujin ken (逆襲！殺人拳)
- 1975: Graveyard of Honor (Jingi no hakaba, 仁義の墓場)
- 1975: The Bedevilled
- 1979: Ōgon no inu (黄金の犬)